# James J. Corbett
James John Corbett, soprannominato "Gentleman Jim" (San Francisco, 1º settembre 1866 – Long Island, 18 febbraio 1933), è stato un pugile e attore statunitense.
Campione del mondo dei pesi massimi dal 1892 al 1897, la International Boxing Hall of Fame lo ha riconosciuto fra i più grandi pugili di ogni tempo.

## Biografia
James Corbett nacque a San Francisco e frequentò le scuole superiori alla Sacred Heart High School, probabilmente dopo frequentò l'università. 
Insieme a James Figg, pugile inglese del '700, Corbett è considerato uno dei maggiori innovatori del pugilato moderno, a cui diede un approccio più scientifico di quello fino ad allora adottato, e l'adozione di innovazioni tecniche quali il perfezionamento dell'uso del jab per studiare e tenere a bada l'avversario. Forte di queste esperienze, Corbett si dedicò anche all'insegnamento del pugilato nell'Olympic Club di San Francisco, il più antico club sportivo degli Stati Uniti di cui faceva parte fin dal 1884.

## La carriera
Corbett divenne pugile professionista e vinse qualche incontro, rimanendo imbattuto.
A San Francisco, il 21 maggio del 1891, Corbett affrontò con guantoni da 5 once il fortissimo australiano Peter Jackson, che aveva un record di ben 41 vittorie ed era quasi imbattuto. Secondo il Daily Nevada State Journal, per la vittoria erano in palio 10 000 dollari, mentre al perdente ne sarebbero andati 1 500, ma al 61º round l'arbitro Hiram Cook interruppe l'incontro dicendo che era evidente come il match non fosse di soddisfazione degli spettatori, e dichiarò il no contest. Entrambi i pugili vennero pagati 2 500 dollari.

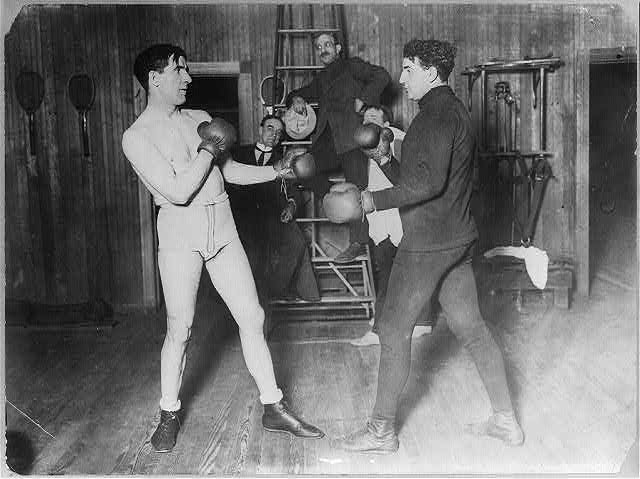
James Corbett in allenamento (a sinistra)

### Campione del mondo dei Pesi massimi
Il 9 luglio del 1892, all'Olympic Club di New Orleans, davanti a 10 mila persone, Corbett sfidò il campione del mondo John L. Sullivan. Sullivan era imbattuto, con un record di 38 vittorie, era un pugile potente ed esperto, si presentò pesando 96 kg mentre Corbett 80 kg. 
Secondo la International Boxing Hall of Fame Corbett combatté meravigliosamente, danzando intorno al ring, mandando a vuoto tanti colpi di Sullivan e contrattaccando. Al 21º round Sullivan venne contato, si rialzò ma dopo una combinazione di Corbett fu abbattuto e sconfitto per KO. Questa fu l'unica sconfitta e l'ultimo incontro in carriera del leggendario John L. Sullivan. 
In quel periodo era difficile organizzare incontri, perché non tutti gli stati e nazioni avevano ancora legalizzato la boxe. Perciò Corbett mantenne stretto il titolo e ne approfittò per farsi molta pubblicità, divenendo un personaggio pubblico rinomato, recitando a teatro e disputando incontri di esibizione.

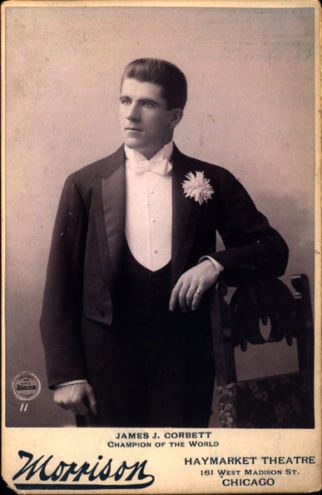
Corbett durante il regno di campione (circa 1895)

Corbett difese il suo titolo una sola volta, quando sfidò Charlie Mitchell, il 25 gennaio 1894. Mitchell da tanti anni era considerato uno dei migliori pugili in attività, ma fu per molto tempo sottovalutato, aveva affrontato anche lui John L. Sullivan in Francia, ma dopo 51 round l'incontro era terminato in pareggio. 
Corbett vinse contro Charlie Mitchell senza troppe difficoltà, sconfiggendolo in 3 round. Poi il campione affrontò, senza titolo in palio, Tom Sharkey, un tozzo e forte pugile irlandese, il match fu dichiarato un pareggio.

### Perdita del titolo di campione del mondo
Il periodo mondiale di Corbett terminò il 17 marzo del 1897, a Carson City, quando fu sconfitto dall'inglese Bob Fitzsimmons per KO al 14º round. Corbett dominò la maggior parte dell'incontro, evitando le bordate del tremendo picchiatore inglese Fitzsimmons, aggirandolo e colpendolo a distanza secondo il suo stile, e mettendolo in difficoltà al punto di atterrarlo, al 6º round, al termine di una raffica di ganci portati con entrambe le mani. Fitzsimmons tuttavia resistette e, verso l'epilogo dell'incontro, seguendo i consigli che gli arrivavano dall'angolo, iniziò a colpire l'avversario all'addome, con bordate che fiaccarono Corbett, finché un potente sinistro di Fitzsimmons al plesso solare durante il 14º round mise fine all'incontro. Gentleman Jim si accasciò a terra senza fiato, una volta recuperato si lanciò verso Fitzsimmons e pretese una rivincita, ma non ottenne l'attenzione del neo-campione.

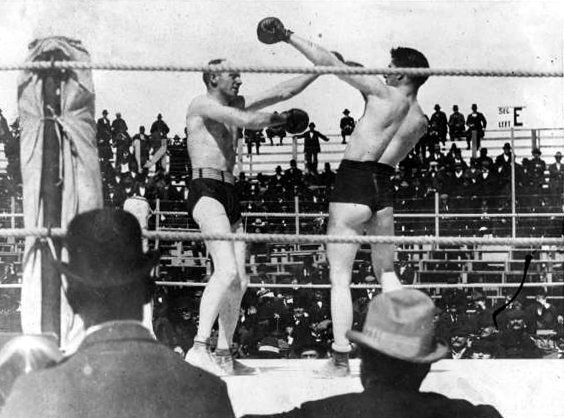
Fitzsimmons (sinistra) contro Corbett (destra)

Il seguente incontro fu il rematch contro l'irlandese Tom Sharkey, questo però finì con una squalifica e sconfitta di Corbett perché un suo secondo salì sul ring, in un match che Corbett aveva in pugno.
Nel frattempo nel 1899, il campione Fitzsimmons venne sconfitto dall'astro nascente James J. Jeffries. Questi era un pugile potente e tarchiato, pesava più di 100 kg, ma soprattutto era un incassatore mai visto prima.
L'11 maggio del 1900 a Coney Island, i due ebbero l'opportunità di sfidarsi. Era la terza difesa del titolo per Jeffries. Corbett dominò l'incontro, con il suo classico stile evasivo, pungeva ripetutamente al volto il campione, che però al 23º round colpì Corbett e lo mandò al tappeto, lasciando la folla a bocca aperta, Gentleman Jim fu sconfitto nuovamente per KO.
Il seguente incontro fu contro Charles McCoy, al Madison Square Garden, Corbett vinse per KO al 5º round, ma sembrò che McCoy finse il KO e falsificò l'incontro per soldi.
Dopo 3 anni James tornò a combattere e lo fece sfidando nuovamente il campione, che era ancora James Jeffries. La sfida fu il 14 agosto 1903 a San Francisco, Corbett arrivò pesando 83 kg mentre Jeffries 95 kg. Dal 1º al 10º round il match era totalmente in favore del campione, Corbett non sembrava più in forma come una volta e al decimo venne atterrato due volte, entrambe per due colpi allo stomaco, l'incontro fu immediatamente fermato. 
Fu l'ultimo incontro in carriera di Corbett, si ritirò a 36 anni.

### La vita dopo il pugilato

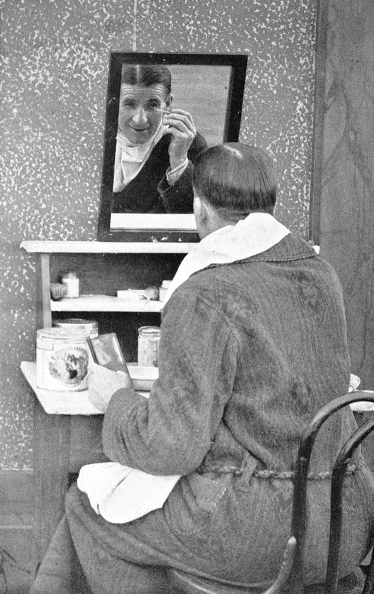
James J. Corbett si trucca prima della recitazione (1920).

Al termine della carriera si dedicò con maggior frequenza alla recitazione, comparendo in film a basso costo e in vari Minstrel show, in cui recitava sketch in blackface. Tenne anche conferenze sul pugilato e scrisse una autobiografia intitolata The Roar of the Crowd ("Il ruggito della folla"), che fu pubblicato nel 1925. L'anno seguente, l'editore G.P. Putnam's Sons la pubblicò in forma di libro, intitolandola True Tale of the Rise and Fall of a Champion ("Il racconto vero dell'ascesa e della caduta di un campione"). 

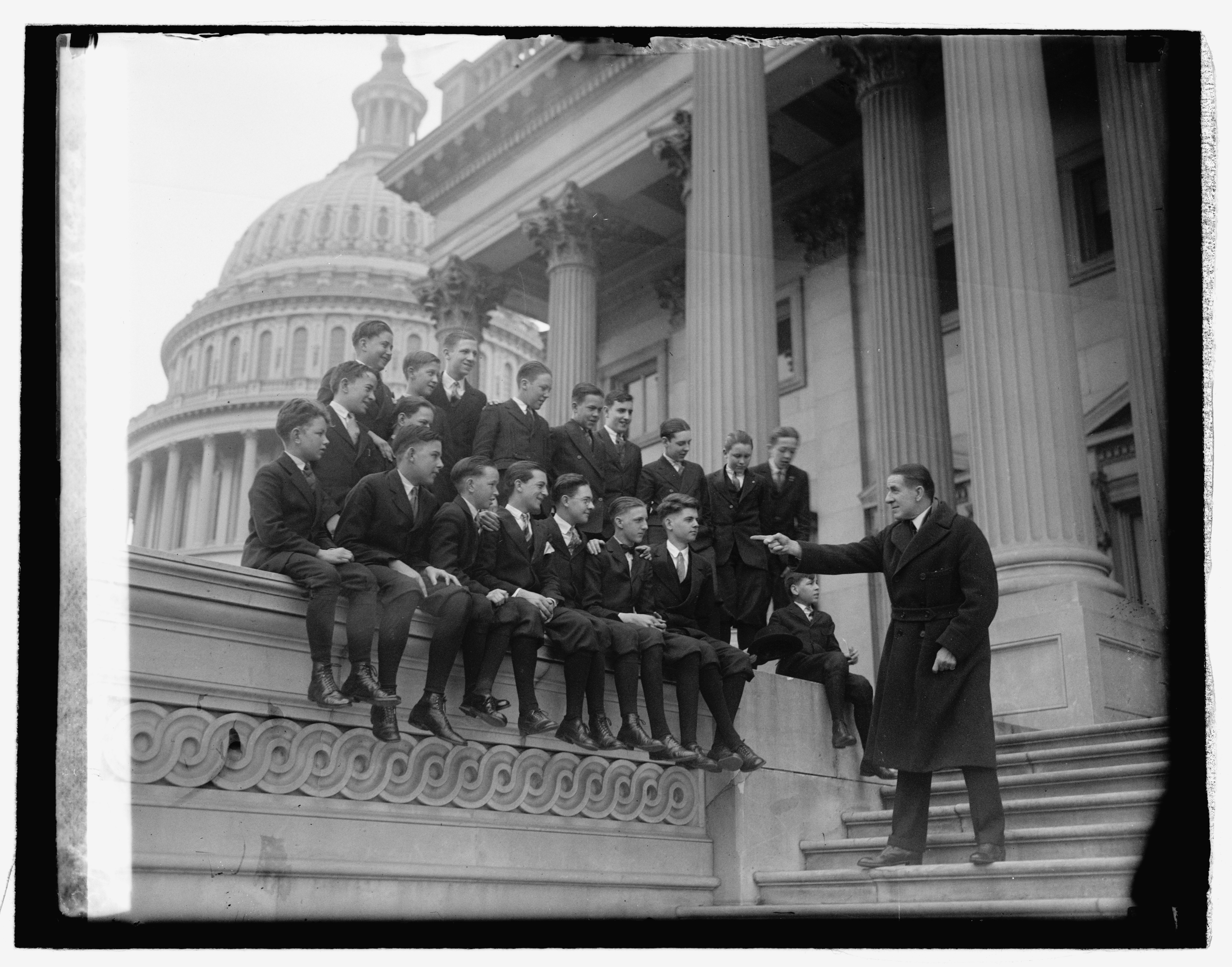
James J. Corbett a Washington (1926)

Nel 1942 gli fu dedicato un film Gentleman Jim "Il sentiero della gloria" diretto da Raoul Walsh, con Errol Flynn nel ruolo di Corbett. Una biografia cinematografica in gran parte romanzata.
Corbett visse in una lussuosa casa nel Queens, uno dei distretti di New York, alla 221-04 Corbett Road. Fino alla sua morte, avvenuta nel 1933, all'età di 66 anni a causa di cancro. Venne sepolto nel Cypress Hills Cemetery di Brooklyn.

## Filmografia

### Attore
- Corbett and Courtney Before the Kinetograph, regia di William K.L. Dickson, William Heise (1894)[2]
- The Corbett-Fitzsimmons Fight, regia di Enoch J. Rector - sé stesso (1897)
- Corbett and Sharkey Fight - sé stesso (1898)
- James J. Corbett; or, How Championships Are Won and Lost - sé stesso (1910)
- Actors' Fund Field Day - sé stesso (1910)
- The Man from the Golden West (1913)
- The Burglar and the Lady, regia di Herbert Blaché (1915)
- The Other Girl, regia di Percy Winter (1916)
- The Midnight Man, regia di James W. Horne (1919)
- The Prince of Avenue A, regia di John Ford (1920)
- The Beauty Shop, regia di Edward Dillon (1922)
- Broadway After Dark, regia di Monta Bell - cameo (1924)
- James J. Corbett and Neil O'Brien (1929)
- Giorni felici (Happy Days), regia di Benjamin Stoloff (1929)
- At the Round Table, regia di Murray Roth (1930)

### Sceneggiatore
- James J. Corbett; or, How Championships Are Won and Lost (1910)
- Il sentiero della gloria (Gentleman Jim) di Raoul Walsh - biografico (1942)

## Nella cultura di massa
- Sulla vita e la carriera pugilistica di Jim Corbett è stato girato il film Il sentiero della gloria (Gentleman Jim) del 1942, diretto da Raoul Walsh con Errol Flynn come protagonista.
- Nell'episodio 13, serie 2, dello show televisivo The Simpsons, "Homer vs. Lisa and 8th Commandment", Mr. Burns afferma che: "una volta ho visto Gentleman Jim Corbett combattere contro un eschimese, a pugni nudi, per 113 round".
- Nella canzone di Bob Dylan del 1975 Hurricane Dylan mette in contrasto Rubin Carter e Corbett dicendo che: "he ain't no Gentleman Jim".
- Nell'Ulisse di James Joyce, Master Patrick Aloysius Dignam dice che "the best pucker for science was Jem Corbet before Fitzsimons knocked the stuffing out of him, dodging and all".
- Nell'episodio 26, serie 5, dello show televisivo Star Trek: The Next Generation, "Time's Arrow", un giovane Jack London, che sta lavorando come portiere all'Hotel Brian di San Francisco, consegna a un giocatore d'azzardo una mancia che ha ricevuto raccomandandogli di scommetterla su: "Gentlemen Jim, knockout 5th", appena prima di incontrare Data.